# 今井恵理
今井 恵理（いまい えり、1971年1月26日 - ）は、日本の元タレント、元女優である。シェイプUPガールズとして活動。オスカープロモーションに所属していた。

## 略歴
京都府綴喜郡八幡町（現八幡市）出身。ベル国際ビジネス専門学校卒業。
1994年4月、第1回「シェイプUPガールズ オーディション」でグランプリを受賞し、シェイプUPガールズの一員として芸能活動を開始する。
1999年、俳優の野村祐人と結婚。2009年10月24日、第1子となる男児を出産。

## 写真集
シェイプUPガールズの項も参照。
- poet's love（1997年3月、撮影：西田幸樹、ぶんか社）ISBN 4821121328
- ONE LOVE（1998年9月、撮影：永利隆之、近代映画社）ISBN 4764818663
- with a little luck（1999年10月、撮影：西田幸樹、ぶんか社）ISBN 4821122952

## 出演

### テレビドラマ
- ブラザーズ（1998年、フジテレビ）
- Tears（1998年、テレビ朝日）
- 六本木キャバクラ天使（1999年、テレビ朝日） - 主演・明日香 役
- セミダブル（1999年、フジテレビ）
- 笑ゥせぇるすまん 第3話（1999年、テレビ朝日）
- 京都潜入捜査官 THE SLIPPERS（2000年、テレビ朝日）- 浅井奈々恵 役
- 花村大介 第10話（2000年、関西テレビ） - 村上恵子 役
- 別れさせ屋 第2話（2001年、よみうりテレビ）- ユキ 役
- 土曜ワイド劇場「法医学教室の事件ファイル14」（2001年、テレビ朝日）- 生島美奈代 役
- アンティーク 〜西洋骨董洋菓子店〜 第2話（2001年、フジテレビ）- 波子 役
- 春ランマン 第1話･第2話（2002年、フジテレビ）
- 女と愛とミステリー（テレビ東京）
  - 「不倫調査員・片山由美3」（2002年） - 野川ユキ 役
  - 「信濃のコロンボ事件ファイル3 信濃の国殺人事件」（2003年）- 伊藤カオリ 役
- 月曜ミステリー劇場「本人訴訟 司法浪人鵜飼優子の挑戦」（2002年、TBS）
- 子連れ狼 第4話（2002年、テレビ朝日）
- 水戸黄門 第19話（2003年、TBS）
- 異議あり!女弁護士大岡法江 第8・9話（2004年、テレビ朝日）
- 霊感バスガイド事件簿 最終話（2004年、テレビ朝日）
- 金曜エンタテインメント「京都･百人一首殺人事件」（2004年、フジテレビ）
- 水曜ミステリー9「"信濃の国"殺人事件」（2008年、テレビ東京）

### 映画
- 凶弾 KYO-DAN（1999年） - 葉山陽子 役
- 極道はクリスチャン 修羅の抗争（2000年） - 寺西典子 役
- 京浜抗争史外伝 最後の組長（2000年） - 名波恭子 役

### Vシネマ
- ガード・ドッグ（1997年）
- 俺の空 刑事編（1998年） - 御前一十三(御前財閥総帥) 役
- 日本暴力地帯4 美しき野望（1998年） - 美沙(榊組組長の未亡人) 役
- デコトラ・パチンカー 恋の連チャン大爆走（1999年）
- 死刑確定（2004年）- 如月舞 役